# Hörsturz
Ein Hörsturz oder idiopathischer Hörsturz, auch Ohrinfarkt, ist ein ohne erkennbare Ursache (idiopathisch) plötzlich auftretender, meist einseitiger Hörverlust. Er kann von einer geringen Hörminderung bis zur völligen Gehörlosigkeit reichen und alle Frequenzen oder nur wenige Frequenzbereiche betreffen. Der Verlauf des Hörsturzes ist sehr unterschiedlich. Es gibt eine relativ hohe Rate der Spontanheilung. Eine zuverlässige Prognose ist nach gegenwärtigem Kenntnisstand nicht möglich. Wenn nichts anderes gefunden wird, geht man von einer Störung im Innenohr aus. Eine wirksame medikamentöse Therapie ist nicht bekannt.

## Symptome
Charakteristisch und definierend ist ein plötzlicher, meist einseitiger Hörverlust. Auslösende oder verursachende Faktoren lassen sich nicht feststellen. Die Diagnose Hörsturz ist also eine Ausschlussdiagnose. Der Hörsturz ist niemals von Ohrenschmerzen begleitet. Einseitiges Druckgefühl und Ohrgeräusch (Tinnitus, in 80 % der Fälle, meist hochfrequent) im betroffenen Ohr können Vorboten sein. Die Hälfte der Patienten gibt „wattige“ oder betäubte Hautempfindungen an (durch die fehlende akustische Rückkoppelung bei Berührung der Ohrmuschel; echte Hypästhesie besteht nicht). 30 % klagen über Schwindelgefühl, 15 % über Doppeltonhören (Diplakusis: ein Ton wird auf dem erkrankten Ohr höher oder tiefer gehört) und Lärmempfindlichkeit (Hyperakusis).

### Diagnostik
Neben der Befragung werden verschiedene Untersuchungen zur Funktionsfähigkeit des Ohres durchgeführt. Mit der Otoskopie werden Gehörgang und Trommelfell untersucht. Der Weber-Test lateralisiert ins gesunde Ohr, der Rinne-Test ist beidseits positiv. Die Funktionstüchtigkeit des Mittelohres wird mit der Tympanometrie überprüft. Mit der Tonaudiometrie werden Ausmaß und Frequenzbereich des Hörverlustes bestimmt.

### Differentialdiagnose
Eine plötzliche Hörstörung kann Symptom anderer Erkrankungen sein. Einige Beispiele:
- Verschluss des Gehörganges durch Cerumen (Ohrenschmalz; die Schallleitungsstörung kann mit dem Weber-Test diagnostiziert werden)
- Tubenkatarrh, Tuben-Mittelohrkatarrh, Paukenerguss (ebenfalls mit dem Weber-Test auszuschließen)
- Beim Morbus Menière steht typischerweise ein dramatischer Drehschwindelanfall im Vordergrund
- Schädelbasisbruch und Commotio labyrinthi sind durch die Anamnese erkennbar
- Auch beim akustischen Trauma ist die Ursache der Sinneszellschädigung offensichtlich
- Akustikusneurinome[5][6] und andere Tumoren der Kleinhirnbrückenregion wie Angiome[7] verursachen gelegentlich eine akute Hörverschlechterung. Die richtige Diagnose wird mit der Magnetresonanztomographie gestellt.
- Zoster oticus (Gürtelrose) kann isoliert am Ohr auftreten und eine akute Schallempfindungsschwerhörigkeit verursachen. Ein Hörsturz ist jedoch nie mit Schmerzen verbunden
- Thrombosen[8] und Verschlüsse[9] von versorgenden Blutgefäßen
- Dickflüssiges Blut (Hyperviskosität)[10][11]
- Arteriosklerose bei Diabetes mellitus[12]
- Leukämie[13]
- Schädigungen des Innenohrs nach Bestrahlung[14]
- Fehlstellungen der Halswirbelsäule sollen zur Einengung der Arteria vertebralis und Durchblutungsminderung der Innenohrregion führen können[15]
- Manche Medikamente können das Hörorgan schädigen[16][17][18]

## Ursachen und Risikofaktoren
Von den vermuteten möglichen Ursachen eines Hörsturzes konnte bislang keine einzige nachgewiesen werden. Das liegt daran, dass die fraglichen zellulären Verhältnisse im lebenden Innenohr in keiner Weise einer Beobachtung zugänglich sind, ganz im Gegensatz etwa zu den Verhältnissen in der Netzhaut des Auges.
Als wahrscheinliche Hauptursachen werden eine schlaganfallähnliche Mangeldurchblutung in den Blutgefäßen der Hörschnecke und/oder Begleiterscheinungen einer Virusinfektion mit Auswirkungen ebenfalls in der Hörschnecke genannt.
Nach einer systematischen Übersichtsarbeit von 2012 erschienen als erhöhte Risikofaktoren, einen Hörsturz zu erleiden, jede Art von Risiken für eine Herz-Kreislauf-Erkrankung. Hierzu zählen sowohl angeborene als auch erworbene Risiken (etwa Rauchen, Alkohol, Übergewicht und Stress).
In einer südkoreanischen Kohortenstudie von 2024 mit jungen Erwachsenen als Probandenkollektiv zeigten sich Hinweise darauf, dass eine COVID-19-Erkrankung das Risiko für einen Hörsturz im Vergleich zu nicht an COVID-19 Erkrankten 3,52-fach erhöht.

## Epidemiologie (Häufigkeit und Vorkommen)
Die Häufigkeit der Fälle pro Jahr betrug, je nach Untersuchung, 5 bis 150 pro 100.000. Die am meisten betroffene Altersgruppe waren die 41- bis 55-Jährigen. In den Jahren 2006 und 2007 war in den USA das Verhältnis der Häufigkeit bei Männern und Frauen 1,07 zu 1, bei Personen ab 65 Jahren jedoch 1,3 zu 1.

## Spontane Heilung

Querschnitt durch das Corti-Organ im Innenohr, wo aus den vom Mittelohr kommenden Schallwellen die für das Hören entscheidenden Basisinformationen durch Sensorzellen herausgefiltert und in Nervensignale umgewandelt werden:
5 Innere Haarzelle: Sensorzelle und Impulsgeber für die Hörnerven
6 Äußere Haarzellen: Sensorzellen und mechanische Verstärker für die inneren Haarzellen
9 Deiters Zellen: Stützzellen für die Haarzellen
10 Hensen Zellen: Stützzellen
11 Claudius Zellen: Stützzellen

Die spontane Besserungsrate der Erkrankung ist in verschiedenen Studien unterschiedlich hoch angegeben worden und anscheinend je nach Stärke des Hörausfalls und auch der Tonhöhe unterschiedlich. Die berichteten Spontanheilungsraten sind aber sehr unterschiedlich: Weinaug berichtet 1984 eine Spontanheilungsrate von 68 % bei 63 Patienten. Heiden u. a. berichten in einer Literaturanalyse im Jahr 2000 von Spontanheilungsraten zwischen 28 und 68 %, gepoolt 50 %.

## Schäden im Innenohr
Gewebeuntersuchungen am Innenohr verstorbener Patienten, die einen Hörsturz hatten, zeigten keine Schäden an Membranen des Innenohrs. Sie zeigten vielmehr Schäden und Verluste bei Sensorzellen und ihren Stützzellen. Ein Patient, der neun Tage nach einem plötzlichen, sehr schweren Hörverlust von 80–100 dB gestorben war, zeigte ungewöhnliche und starke Schwellungen dieser Zelltypen. Bei Schäden dieser Art ist bekannt, dass sie sowohl vorübergehend sein können als auch zum Absterben der Zellen führen können, je nach Schweregrad der Schädigung. Die entsprechenden Hörverluste sind demnach teils vorübergehend und teils dauerhaft. Da die Sensorzellen im Innenohr der Säugetiere, im Gegensatz zu denen der Vögel, bei Verlust nicht nachwachsen, bleibt hier nur die Möglichkeit der Selbstheilung weniger stark geschädigter Zellen. Nach dem gegenwärtigen Stand des Wissens ist im Bereich der Grundlagenforschung bereits Vieles über diese Selbstheilung bekannt. Nichts davon konnte allerdings bislang im medizinischen Bereich zur Anwendung kommen.
Die Art der Schäden im Innenohr nach einem Hörsturz erklärt somit sowohl die Vielfalt der Verläufe und Spontanheilungen der Störung als auch das gegenwärtige medizinische Unvermögen, hier evidenzbasiert therapeutisch einzugreifen.

## Therapie
Die Diskussion um eine geeignete Therapie beruht auch auf der Problematik der aktuell eher „dünnen“ Studienlage. Wirksame Heilverfahren sollten signifikant besser als Placebo sein. Aus ethischen Gründen wird aber meist nicht mit Placebo, sondern mit einer anderen Behandlungsmethode verglichen. In zwei placebokontrollierten Studien, die modernen wissenschaftlichen Standards entsprachen, erzielten durchblutungsfördernde Medikamente keine besseren Ergebnisse als Infusionen mit Kochsalzlösung. Systemisch applizierte Corticosteroide waren in 21 randomisiert-kontrollierten Studien, die zwischen Januar 1996 und Februar 2006 veröffentlicht wurden, nicht wirksamer als Placebo, auch nicht in Kombination mit Virustatika. Eine Metaanalyse der Cochrane Collaboration aus dem Oktober 2009 kam zu dem Ergebnis, dass auch die Wirkung von Vasodilatoren auf einen Hörsturz unbewiesen ist. Aufgrund reduzierter Aussagekraft der vorhandenen Studien wird zu weiterer Forschung geraten.

### Rheologika
Aufgrund der Annahme, dass ein Hörsturz durch eine Durchblutungsstörung des Innenohres verursacht wird, wurde im deutschsprachigen Raum oft rheologisch behandelt, z. B. mit Infusionen aus Lösungen von Hydroxyethylstärke (HES), Pentoxifyllin oder niedermolekularen Dextranen über zehn Tage. Zu niedermolekularen Dextranen wurde zusätzlich Haptendextran verabreicht, um die Wahrscheinlichkeit potenziell schwerer Schockreaktionen zu verringern. Erheblich seltener kamen Substanzen wie Piracetam oder Prostaglandine bzw. Prostazykline wie Alprostadil und Iloprost zum Einsatz. Naftidrofuryl oder Ginkgo biloba wurden in Ampullenform Mitte der 1990er Jahre wegen schwerer Nebenwirkungen vom deutschen Markt genommen.
Für die Infusionstherapie wurden in Deutschland ca. 500 Millionen Euro pro Jahr aufgewendet. Im angloamerikanischen sowie im skandinavischen Raum ist die rheologische Infusionstherapie beim Hörsturz unüblich.
Kopfschmerzen, Magendruck, Harndrang oder Schlafstörungen sind –  je nach verwendetem Mittel  – häufige Nebenwirkungen der Infusionen. Seltenere schwere Nebenwirkungen, darunter anaphylaktischer Schock durch Pentoxifyllin oder niedermolekulare Dextrane können auftreten. Wenn Hydroxyethylstärke gegeben wird, kann sich die Substanz insbesondere nach längerfristiger Anwendung (bei der Überschreitung einer Gesamtmenge von ca. 300 g HES) in der Haut anreichern und zu sehr lästigem Juckreiz führen, der schwer zu behandeln ist und lange anhalten oder gar therapieresistent sein kann. Die letzten (inzwischen abgelaufenen) Leitlinien betonten deshalb, die Behandlung könne nicht vorbehaltlos empfohlen werden.
Angeblich durchblutungsverbessernde Substanzen können auch in Tabletten- oder Kapselform eingenommen werden. Dazu gehören Naftidrofuryl, Ginkgo-biloba-Extrakte, Buflomedil, Betahistin, Cinnarizin und Pentoxifyllin. Auch Blutdrucksenker mit gefäßerweiterndem Effekt wie Nifedipin oder Nimodipin sind bei Hörsturz eingesetzt worden. Der Einsatz ausschließlich gefäßerweiternder Medikamente wird jedoch aufgrund des möglichen Steal-Effekts, durch den die Durchblutung des Innenohrs unbeabsichtigt sogar verringert werden kann, nicht mehr empfohlen.
Welche wissenschaftlichen Belege für oder gegen die durchblutungsfördernde Infusionstherapie beim Hörsturz vorliegen, hat 2017 der IGeL-Monitor des Medizinischen Dienstes Bund untersucht. Da die in Frage kommenden Studien zeigten, dass behandelte Patienten am Ende nicht besser hörten als Kontrollpatienten, die verwendeten Mittel (Pentoxifyllin und Dextran) aber zweifelsfrei Nebenwirkungen hätten, bewertet der IGeL-Monitor die durchblutungsfördernde Infusionstherapie beim Hörsturz mit „negativ“. Der IGeL-Monitor stützt sich für seine Bewertung auf zwei Studien, in denen die durchblutungsfördernden Mittel Pentoxifyllin und Dextran untersucht wurden. Die Studienteilnehmer in den Vergleichsgruppen erhielten eine Kochsalzlösung. Das Ergebnis: In keiner der beiden Studien verminderte die Gabe der Wirkstoffe den Hörverlust besser als die Infusion mit Kochsalzlösung. Auch die entsprechende ärztliche Leitlinie empfiehlt diese Art der Hörsturz-Therapie nicht. Blutgefäßweitende Mittel könnten ebenso wenig empfohlen werden wie Hydroxyethylstärke (HES)-haltige Lösungen und zu Pentoxifyllin gebe es keine aussagekräftigen Studien.

### Corticosteroide
Als „tendenziell negativ“ bewertet der IGeL-Monitor des Medizinischen Dienstes Bund Glukokortikoide beim Hörsturz. Zwei Übersichtsarbeiten zeigten übereinstimmend, dass eine systemische Gabe von Glukokortikoiden die Hörfähigkeit nicht schneller zurück bringe als die Gabe eines Scheinmedikaments. Wichtigste Quelle des IGeL-Monitor ist ein Cochrane-Review von 2013. Es gebe also keine Hinweise auf einen Nutzen, aber Hinweise auf Schäden. Ein Cochrane-Review von 2022 kam zu dem Ergebnis, dass auch eine lokale Verabreichung von Corticosteroiden durch eine Injektion durch das Trommelfell in das Mittelohr keinen nachgewiesenen Nutzen zeigte. In einer 2024 veröffentlichten randomisierten kontrollierten Studie war eine höhere Dosierung von Glucocorticoiden der üblichen Niedrigdosistherapie in Bezug auf die Verbesserung des Hörvermögens nicht signifikant überlegen. Hingegen traten unerwünschte Arzneimittelwirkungen signifikant häufiger auf. Infolgedessen wird von den Studienautoren auch die Frage aufgeworfen, ob die Therapie mit Glucocorticoiden überhaupt wirksam sei.

### Alternativmedizinische Therapiemöglichkeiten
Es existieren eine ganze Reihe anderer Therapiemöglichkeiten. Die Tatsache, dass die Ursachen für einen Hörsturz nicht klar sind, bietet auch unseriösen Anbietern einen Raum zum Vertrieb ihrer Produkte oder Dienstleistungen. Zweifel sind insbesondere dann angebracht, wenn ein Anbieter behauptet, nur seine Therapie wirke, wenn über große Erfolge ohne Hinweis auf die hohe Selbstheilungsquote berichtet wird, wenn behauptet wird, man kenne nun die Ursachen für Hörsturz und wenn die angebotene Therapie zugleich für Tinnitus und Morbus Menière geeignet sein soll.

## Kassenfähigkeit von Hörsturztherapien
Seit 2009 darf in Deutschland im Rahmen der neuen Arzneimittel-Richtlinie (AM-RL, Anlage III Nr. 24) eine Hörsturzbehandlung mit dem Wirkstoff Pentoxifyllin nicht länger zu Lasten der gesetzlichen Krankenkassen verrechnet werden. Der Grund hierfür ist die unbewiesene Wirkung des Arzneimittels. Obgleich Hydroxyethylstärke und Glucocorticoide im Gegensatz hierzu nicht ausdrücklich in der neuen Richtlinie genannt werden, muss ein Arzt aufgrund ihrer ebenfalls unbelegten Wirksamkeit mit Regressansprüchen durch die gesetzlichen Kassen rechnen, wenn er diese Medikamente zu ihren Lasten verordnet. Zudem besteht meist keine Zulassung/Indikationsnennung für die Hörsturztherapie (Off-Label-Use). Falls ein gesetzlich Versicherter dennoch eine Hörsturztherapie mit Pentoxifyllin, HAES oder Glucocorticoiden wünscht, muss diese Therapie in aller Regel privat verrechnet werden.